# Le Voyage du pèlerin
Ne doit pas être confondu avec Le Voyage du pèlerin (film).
Le Voyage du pèlerin (The Pilgrim's Progress from This World to That Which Is to Come en anglais) est un roman allégorique de John Bunyan, publié en 1678. L'auteur rédigea cet ouvrage en 1675, alors qu'il était emprisonné pour avoir violé le Conventicle Act, qui punissait les personnes coupables d'avoir organisé des services religieux non autorisés et sans supervision de l'Église anglicane. Une deuxième édition, complétée par quelques ajouts écrits par Bunyan après sa libération, vit le jour en 1679. La seconde partie de l'œuvre, quant à elle, ne fut publiée qu'en 1684. 

## Résumé

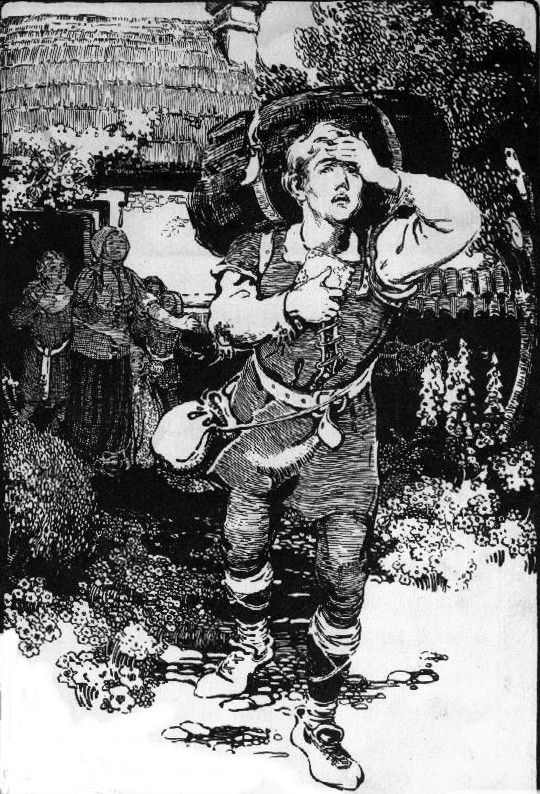
Christian, lourdement chargé, fuit son foyer, en quête de la Cité céleste.

Le récit rapporte les aventures de Christian (mot signifiant aussi "chrétien" en anglais), un homme ordinaire tâchant de se frayer un chemin depuis la "Cité de la destruction" jusqu'à la "Cité céleste" de Sion.

## Réception
Le Voyage du pèlerin est considéré comme un grand classique de la littérature anglaise, et a été traduit dans plus de 200 langues. Le texte, composé de plus de cent mille mots, n'est pas divisé en sections ou en chapitres autres que les deux grandes parties, et se lit donc comme un récit ininterrompu.

## Dans la littérature
- Dans son roman Hypérion, Dan Simmons décrit le « syndrome du Voyage du Pèlerin » : le fait qu'il soit de bon ton de posséder certains livres sans pour autant les avoir lus[3].

## Adaptation
Un film d'animation Le Voyage du pèlerin est tourné en 2019,,.